# 中华人民共和国外交部边界与海洋事务司
中华人民共和国外交部边界与海洋事务司（英語：Department of Boundary and Ocean Affairs of the Ministry of Foreign Affairs of the People's Republic of China），简称外交部边海司，是中华人民共和国外交部直接领导的工作机关。

## 机构沿革
边界与海洋事务司成立于2009年。

## 工作职能
外交部边界与海洋事务司主要按照国务院和外交部给其确定的工作范围，负责办理以下各项工作：
- 拟订陆地、海洋边界相关外交政策，指导协调海洋对外工作；
- 承担与邻国陆地边界划界、勘界和联合检查等管理工作；
- 处理有关边界涉外事务及领土、地图、地名等涉外案件；
- 承担海洋划界、共同开发等相关外交谈判工作。

## 历任司长
- 宁赋魁（2009－2011）
- 邓中华（2011－2013）
- 欧阳玉靖（2013－2017）
- 易先良（2017－2019）
- 洪亮（2019－）